# Rossak
A Rossak egy bolygó a Dűne-univerzumban. A butleri dzsihád során fontos szerephez jut, lévén, hogy az itt előállított gyógyszereket importálják a Birodalomba és így sok embert sikerül megmenteni. A gyógyszerek mellett fontosak a narkotikumok. E két dolgot az Aurelius Venport által irányított VenKee Vállalat forgalmazza.
A készítmények mellett a rossaki nők, akik telepatikus képességekkel rendelkeznek, beszállnak az Omnius elleni harcba. Képességüket latba vetve sikerül elpusztítani Omniust. Az Összehangolt világokban, amiket az örökelme meghódított, minden bolygón van egy-egy Omnius, ami az adott bolygót irányítja.
A Rossakról származó fontosabb személyek:
- Aurelius Venport
- Norma Cenva
- Tuffa Cenza